# Саскачеван Рафрайдерс
Саскачеван Рафрайдерс (англ. Saskatchewan Roughriders) — профессиональный команда, играющая в канадский футбол, и выступающая в Западном дивизионе Канадской футбольной лиги. Клуб базируется в городе Реджайна, Саскачеван, Канада. Домашние матчи проводит на стадионе «Мозаика на Поле Тэйлора» с 1936 года. Клуб был основан в 1910 году как Регбийный клуб Реджайны, в 1924 году поменял название на «Реджайна Рафрайдерс», а в 1946 году на «Саскачеван Рафрайдерс».
Клуб семь раз становился победителем Западного дивизиона, и чаще других команда Западного дивизиона — 27 раз. Однако, несмотря на участие в финальной игре 18 раз, «Рафрайдерс» завоевали всего три Кубка Грея. В июле 2012 года провинция Саскачеван объявила, что к 2017 году клубу будет построен новый стадион.
Рафрайдерс является одной из немногих профессиональных спортивных команд Северной Америки являющихся публичными компаниями и управляется советом директоров. Было продано ограниченное количество паёв, которые нельзя перепродавать, по которым не выплачиваются дивиденды и один человек не может владеть более 20 паёв.